# Mewar-Merwara
Mewar-Merwara fou una subdivisió del districte de Merwara a la província britànica d'Ajmer-Merwara. Tenia 585  km² i una població d'uns 40.000 habitants. L'integraven 94 pobles.

## Història
El 1891 el districte de Merwara es va dividir en tres seccions:
- British Merwara
- Marwar-Merwara
- Mewar-Merwara

Tot el districte va romandre sota administració britànica directe; els excessos de recaptació eren pagats al maharana de Mewar. Va restar en aquesta situació fins al 1938 quan la zona fou incorporada a l'estat de Mewar i el 1940 fou organitzat com un dels vuit districtes o ziles (zila) en què el principat fou dividit aquell any; el districte va agafar el nom de Bhim, amb una superfície de 648  km² i una població de 50.422 persones el 1941.

## Nota
1. ↑  Aquesta xifra correspon a 1891; el 1901 la població al Rajasthan va baixar degut a la fam de 1899-1900, les modificacions fins al 1938 no devien ser gaire significatives ja que el 1941, tot i que el territori fou ampliat, la població era de poc més de cinquanta mil persones